# Женя, Женечка и «катюша»
«Женя, Женечка и „катюша“» — советский цветной художественный фильм-трагикомедия, снятый на киностудии «Ленфильм» в 1967 году режиссёром Владимиром Мотылём. Действие картины происходит во время Великой Отечественной войны. Фильм повествует о любви интеллигентного юноши гвардии рядового Жени Колышкина и связистки Женечки Земляникиной.

## Сюжет
Гвардии рядовой Евгений Колышкин (Олег Даль) — московский интеллигентный юноша, живущий в мире своих фантазий и прочитанных книг, возвращается из госпиталя на фронт. Он не вписывается в окружающую действительность и постоянно попадает в забавные переделки, всякий раз доставляя головную боль командиру подразделения — гвардии лейтенанту Ромадину (Георгий Штиль).
Однажды Колышкин случайно знакомится с суровой связисткой полка «катюш» Женечкой Земляникиной (Галина Фигловская) и постепенно влюбляется в неё. Сначала она воспринимает Колышкина как неопытного маленького мальчика, больше смеётся над ним, но со временем тоже начинает испытывать к нему нежные романтические чувства.
Вскоре Земляникину переводят в штаб дивизии, и они с Колышкиным встречаются уже в Берлине, в большом занятом под штаб доме, который принадлежал семье Зигфрида, знакомого Колышкину по случаю под Новый год. На радостях Евгений и Евгения начинают играть в прятки, пока Земляникина не натыкается на Зигфрида, который, испугавшись, убивает её. 
Колышкин находит убитую Земляникину, узнаёт Зигфрида, который хоть и держит в руках пистолет, но не собирается стрелять. Зигфрид бежит к машине. Завязывается перестрелка. Женя убивает Зигфрида. 
Через некоторое время Колышкин вместе со своим подразделением встречает День Победы у Рейхстага. Несмотря на радостный день, настроение у бойцов безрадостное. Ромадин уже не возмущается, когда Колышкин случайно обливает его водой; жадноватый обжора, ефрейтор Захар Косых отдаёт Жене последний сухарик; старший сержант Алексей Зырянов, зажав в зубах трофейную сигару, выводит на полуразушенной стене дома надпись в память о Земляникиной. Сам Женя выглядит спокойным, хоть и не таким восторженным и романтично настроенным, но, повернувшись спиной, опускает голову в беззвучном плаче.

## В ролях
- Олег Даль — Женя Колышкин, гвардии рядовой, романтично настроенный интеллигент, который никак не повзрослеет
- Галина Фигловская — Женечка Земляникина, гвардии младший сержант, связист полка
- Михаил Кокшенов — Захар Косых, гвардии ефрейтор, однополчанин Колышкина, добродушный, но жадноватый силач-обжора
- Павел Морозенко — Алексей Зырянов, гвардии старший сержант, однополчанин Колышкина.
- Георгий Штиль — Ромадин, гвардии лейтенант (впоследствии капитан), командир подразделения, страдает от Колышкина
- Марк Бернес — Караваев, гвардии полковник (озвучивает Григорий Гай)
- Адольф Ильин — командир дивизиона (озвучивает Ефим Копелян)
- Бернд Шнайдер — Зигфрид, немецкий переводчик

### В эпизодах
- Татьяна Игнатова — смеющаяся девушка
- Владимир Ильин — однополчанин Колышкина
- Любовь Малиновская — хозяйка избы
- Игорь Михайлов — капитан
- Николай Мартон — штурмбаннфюрер СС в немецком блиндаже
- Николай Годовиков — красноармеец в воде, обстрелянный с самолёта
- Владимир Мотыль — военный на встрече Нового года
- Булат Окуджава — военный на встрече Нового года

## Создатели фильма
- Авторы сценария — Булат Окуджава, Владимир Мотыль
- Постановка — Владимира Мотыля
- Главный оператор — Константин Рыжов
- Главный художник — Виктор Волин
- Композитор — Исаак Шварц
- Звукооператор — Евгений Нестеров
- Режиссёры — П. Тискин, В. Степанов
- Оператор — К. Полухин
- Грим — Н. Скворцовой
- Костюмы — Виля Рахматуллина
- Художник-декоратор — Е. Н. Якуба
- Монтаж — Елены Баженовой, Валентины Нестеровой
- Редактор — Хейли Элкен
- Военный консультант — генерал-майор артиллерии М. Глушков
- Оркестр Ленинградского государственного академического Малого театра оперы и балета
  - Дирижёр — Лео Корхин
- Рисунки — Натальи Васильевой
- Директор картины — О. Гавловская

## Создание фильма

### Сценарий
Идея написания сценария фильма появилась у Владимира Мотыля после прочтения повести Булата Окуджавы «Будь здоров, школяр!». Юмор и сюжет повести натолкнули Мотыля на идею сюжета о школьнике-интеллигенте, который попадает на войну, и всё у него невпопад. По замыслу режиссёра, в фильме должна была быть любовь, которая даже может обернуться трагедией по вине главного героя, чтобы напомнить зрителю о войне. 
Имея около 25 листов сценария, Мотыль отправился в Ленинград, на встречу с Булатом Окуджавой. Тот поначалу отказался, мотивируя тем, что сценарий уже готов, и его участие не требуется, но Мотыль сумел убедить поэта стать соавтором. В отличие от молодого режиссёра, Булат Окуджава был ветераном Великой Отечественной войны и привнёс в сценарий мелкие, но важные детали, диалоги и образы, недоступные для Мотыля. Например, диалог для сцены, когда Захар Косых слышит разговор Жени и Женечки по телефону и принимает его на свой счёт, был полностью написан Окуджавой. В свою очередь, решение о гибели Земляникиной принял Мотыль, причём уже во время съёмок: тем самым режиссёр хотел показать трагедийность войны.
Также в сценарии было обыграно множество реальных фактов. История, когда советский солдат, заблудившись с посылкой, попал к немцам под Новый год, была заимствована из фронтовых газет. В отличие от Жени Колышкина, солдат скрыл, что был в расположении врага, и это открылось только к концу войны. Сцена на Балтике, где Земляникина и Колышкин разминулись в нескольких шагах, так и не встретившись, пришла к режиссёру из личной трагедии, пережитой в детстве.
Законченный сценарий «Мосфильм» закрыл. По словам Владимира Мотыля, фильм не соответствовал указаниям партии и правительства, а также Главного политического управления армии. Тогда Мотыль обратился на «Ленфильм», где получил согласие на съёмки. Впрочем, через некоторое время сценарий был снова остановлен и приказом дирекции совсем закрыт по тем же причинам, что и на «Мосфильме». Дополнительным барьером было участие в написании сценария Булата Окуджавы, который, по словам Мотыля, был «под подозрением», так как никому не подчинялся, а его книги подвергались жёсткой критике прессы.
Съёмочный процесс был запущен благодаря случайности. Другая кинокартина Мотыля («Дети Памира») была номинирована на Ленинскую премию, но в ходе обсуждения заместитель заведующего Отделом культуры ЦК КПСС Филипп Ермаш выступил с речью, что присуждать премию было бы неправильно, так как Миршакар, автор поэмы, которая легла в основу сценария, уже имел Сталинскую премию. Ермаш также допустил высказывания клеветнического характера в адрес Владимира Мотыля, о чём тот впоследствии узнал. Пригрозив чиновнику жалобой в ЦК КПСС, Мотыль добился разрешения на съёмки киноленты «Женя, Женечка и „катюша“».

### Подбор актёров
К работе над фильмом Мотыль изначально планировал привлечь наряду с другими кандидатами и Олега Даля. Несмотря на малое внешнее сходство с персонажем, Даль, нравившийся режиссёру по ролям в театре «Современник», подходил внутренне. С первой встречи артист удивил режиссёра, придя одетым в вызывающий ярко-малиновый пиджак. Несмотря на тогдашнее отсутствие популярности и большого количества предложений, Даль держался очень независимо и снисходительно согласился поучаствовать в фильме. Провалив первые и вторые пробы из-за проблем с алкоголем, Даль чуть было не потерял роль, так как «Ленфильм» был против его утверждения именно по этим причинам. Мотыль, видевший в Дале «снайперский выбор на роль Колышкина», уговорил Даля пройти пробы в нормальном состоянии, и в третий раз Олег их с блеском прошёл. Впоследствии Даль признавался Мотылю, что, будучи выгнанным из всех театров за срывы спектаклей, он очень страдал без работы, и роль Колышкина стала для него «спасением».
Во время работы над сценарием оба автора признались друг другу, что в юности были худыми и нескладными и влюблялись в девушек крепких, властных и говоривших с ними крайне насмешливо. В связи с этим образ Женечки Земляникиной в воображении Владимира Мотыля был сформирован заранее: режиссёр искал обаятельную и привлекательную женщину, «немного грубоватой внешности». Вопреки точке зрения руководителей «Ленфильма», настаивавших на кандидатуре Натальи Кустинской, Мотыль считал актрису «бесконечно далёкой» от задуманной им фронтовички, так как «в ней не было органической грубости воюющей связистки». После долгих поисков режиссёр нашёл Галину Фигловскую через руководителей Щукинского училища, которые помогли с поиском среди талантливых, но малоизвестных недавних выпускниц. На тот момент Фигловская не работала на сцене, и найти её было непросто. По воспоминаниям Мотыля, учреждение, где работала Галина Викторовна, было закрытым, и режиссёру удалось её отыскать только благодаря помощи её знакомых. В съёмочной группе многие симпатизировали актрисе, а Даль, в отличие от своего робкого персонажа, всячески подтрунивал над Фигловской, называя её «Фигой».
Михаил Кокшенов точно «попал» в образ Захара Косых с первого раза. 102-килограммовый актёр, для которого костюмерам пришлось перешивать гимнастёрку и галифе, выглядел полной противоположностью щуплому Далю, но, несмотря на такой контраст, они сдружились во время съёмок. Также Кокшенов отчасти выступил редактором своей роли: актёр любил ходить в пивнушки и слушать народную речь, которую потом использовал для создания образа своего персонажа. Позже Михаил Кокшенов рассказывал, что часто в житейских ситуациях пользовался закрепившимся за ним имиджем наглого простолюдина, а Булат Окуджава подарил актёру книжку с надписью: «Мише Кокшенову, хорошо замаскировавшемуся интеллигенту». Владимир Мотыль шутливо характеризовал актёра, сказав: «Сто три кило весу, и ни одной мысли в глазах — цивилизация прошла мимо».
Марка Бернеса привлекла роль «полковника, похожего на артиста Марка Бернеса из Одессы»; немцев играли студенты Ленинградского университета из ГДР.

### Музыка
Главная музыкальная тема фильма — «Капли датского короля» — была написана на стихотворение Булата Окуджавы композитором Исааком Шварцем, который впоследствии не раз работал с Владимиром Мотылём, в частности, в фильмах «Белое солнце пустыни» (1970) и «Звезда пленительного счастья» (1975). Впоследствии Шварц рассказывал, что перед началом работы очень волновался, так как боялся сфальшивить, работая с Окуджавой. Ознакомившись с материалом к фильму, композитор написал песню, начинающуюся с бодрых нот, а к концу переходящую в грустную мелодию. Получившееся произведение очень понравилось Окуджаве, и он сам решил его исполнить. В дуэте с Окуджавой эту песню спел Александр Кавалеров, сыгравший в фильме эпизодическую роль солдата.

### Съёмки
Съёмки фильма проходили в основном в Калининграде и Калининградской области, некоторые эпизоды были сняты во Всеволожске Ленинградской области.
В Калининградской области для съёмок натурных сцен использовалось более десяти локаций.
Начальные сцены фильма снимались в лесном массиве, расположенном на берегу Балтийского моря в посёлке Янтарный, напротив местной школы. Там же в лесу располагалась и база киношников. Например, сцена, где ночью Колышкин знакомится с Земляникиной, снималась именно в этом лесу.
Пробег «катюш» по пляжу снимали южнее посёлка Поваровка, что между Балтийском и Янтарным. Одна из самых комичных сцен в фильме — та, в которой бойцы переодеваются в женскую одежду,  — снималась минимум в 3 разных местах. Основная точка — это перекрёсток калининградских улиц Пролетарской и генерала Соммера, на фоне руин дома правительства Восточной Пруссии. Частично руины для этой сцены снимали в посёлке Знаменск Гвардейского района (бывшее здание окружного суда Велау). Здание, в котором в данном бою засели фашисты, — это школа № 5 Калининграда. Когда Колышкин с командованием едет на встречу с Женечкой, их автомобиль стоит на фоне взорванного немцами Берлинского моста.
В финале картины, когда батарея ракетчиков стоит на привале, в кадр по очереди попадают руины элеватора на Правой набережной, 21, шпиль кирхи Розенау (сейчас это православный Храм Покрова Пресвятой Богородицы), здание Дома культуры моряков (сейчас Калининградского музея изобразительных искусств), Кафедрального собора Калининграда (восстановлен из руин в 90-е годы), руины флигеля Унфрида замка Кёнигсберг (снесены в 1967 году), а также руины здания Рейхсбанка (снесены в 1966 году сразу после съёмок фильма).
В перерывах между съёмками в Калининграде Олег Даль, Павел Морозенко и Михаил Кокшенов ходили по городу в военной форме образца 1943 года, в результате чего местное население часто принимало их за солдат срочной службы. Во время одного из походов на рынок актёры выпили и отправились отдыхать на берег речки Преголи. Увидев жёлтую ракету, сигнализировавшую о начале съёмок, актёры проигнорировали сигнал, за что Владимир Мотыль их «наказал», заставив много раз «переснимать» дубль, не сказав, что камера всё время была выключена. Нередки были и другие курьёзные случаи: ездившие на «Виллисе» в полном обмундировании (включая автоматы) Даль и Кокшенов неоднократно привлекали внимание военного патруля. На вопросы военных актёры отвечали, называя несуществующие и абсурдные войска, такие как «Отдельная часть железнодорожного флота» или «Морская кавалерия». Однажды Кокшенов сымитировал погоню за Далем с криками и стрельбой в воздух, в результате чего решившие помочь местные жители едва не травмировали «беглеца».
На съёмках также имел место инцидент, связанный с алкоголем: нагрубив дежурной в гостинице, Олег Даль попал в милицию на пятнадцать суток «за хулиганство». Мотыль договорился с начальником отделения, и актёра под конвоем доставляли утром на съёмочную площадку, а вечером снова забирали на «отсидку». Нежный диалог сидящего на гауптвахте Жени Колышкина по телефону с Женечкой снимался именно в это время.
В Ленинградской области большую часть фильма снимали в Петергофе — в парке Александрия, в Царских конюшнях и рядом с церковью Александра Невского (капелла). Режиссёр старался не фокусироваться на батальных сценах, считая более важным проникнуть во внутренний мир героев. Ракетные части, принимавшие участие в фильме, в силу своей секретности использовались ограниченно. По приказу командования машины выдвигались в заданный квадрат и после съёмки сцены перемещались на засекреченные позиции. Во Всеволожске съёмки проходили на южной окраине города, близ дома № 70 по улице Некрасова.

## Прокатная судьба и дальнейшие события
Картину ожидала сложная судьба: фильм был признан «вредным», что стало причиной первого запрета на профессию для режиссёра. Пресса была полна резких и оскорбительных комментариев, фильм шёл «третьим экраном», по клубам и окраинным кинотеатрам, однако имел очень большой успех у зрителя. На широкий экран картина попала лишь благодаря морякам Балтийского и Северного флотов, среди которых были популярны песни Булата Окуджавы. Владимир Мотыль побывал с презентацией фильма в Североморске и Мурманске и, получив бурное одобрение личного состава, обратился к адмиралам с просьбой написать о фильме официальный отзыв. Те с готовностью откликнулись. Собрав множество таких рецензий, Мотыль отправил телеграмму председателю Совета Министров СССР Косыгину, который хотя и равнодушно отнёсся к фильму, но расценил его как прибыльный продукт, который привлечёт большую зрительскую аудиторию.
Официальная кинопремьера фильма в СССР состоялась 21 августа 1967 года. Аудитория картины в итоге составила более 24,5 миллиона кинозрителей.
Несмотря на успех у зрителя, фильм серьёзно затормозил карьеру его создателя, который фактически попал под запрет как режиссёр. По воспоминаниям Мотыля, за сорок лет работы в кино он ставил лишь один фильм в четыре-пять лет, так как на его сценарные заявки киноначальство, как правило, разрешения не давало. Например, написанная им заявка на фильм «Комета, судьба моя» об Иване Анненкове была закрыта, хотя потом эта тема осуществилась в фильме «Звезда пленительного счастья» (1975).
Марк Бернес скончался через два года после премьеры, Олег Даль умер в возрасте 39 лет, Галина Фигловская тяжело болела в последующие годы и умерла от сильнейшего приступа полиартрита, Павел Морозенко (исполнитель роли Алексея Зырянова) утонул в возрасте 52 лет.

## DVD-издание
На лицензионном DVD фильм выпустила фирма «CP Digital».